# LineageOS
LineageOS (ˈlɪniɪdʒ) або LineageOS Android Distribution (назва походить від англійських Lineage та OS) — вільна операційна система для смартфонів та планшетних комп'ютерів, яка побудована на мобільній платформі Android. Вона є нащадком популярної сторонньої прошивки CyanogenMod, з якої й була відгалужена у грудні 2016 року, коли Cyanogen Inc. (Cyngn) повідомив про закриття інфраструктури, що підтримує CyanogenMod. Зміна назви відбулася через те, що Cyanogen Inc. лишав за собою права на назву Cyanogen.
LineageOS була офіційно запущена 24 грудня 2016, з початковим кодом що доступний на GitHub. З того часу, LineageOS описується як надпопулярна та високо розробна; за 4 місяці з початку оголошення, LineageOS охоплює підтримку понад 160 моделей смартфонів, a також понад мільйон користувачів, число яких подвоїлося у лютому–березні 2017.

## Тло подій
CyanogenMod (також скорочення «CM») була дуже популярною вільною операційною системою для смартфонів та планшетних комп'ютерів, яка була побудована для мобільної платформи Android. Проте лиш підмножина користувачів CyanogenMod, які повідомили про користування операційною системою, станом на 23 березня 2015 року, за деякими звітами налічувала понад 50 мільйонів людей, на телефонах який працювала CyanogenMod.
У 2013 році засновник проєкту, Стів Кондик, отримав венчурне фінансування під брендом Cyanogen Inc. дозволивши комерціалізацію проєкту. На його думку, компанія не заробила значних грошей на успіху проєкту, тому у 2016 він полишив її, або був вимушений її полишити через з реструктуризацію підприємства, яка включала зміну CEO, закривання офісів та проєктів, а також припинення всього обслуговування. Сам код, будучи вільним та відомим, швидко був відгалуженим під назвою LineageOS і спільнота почала докладати зусиль до відновлення розробки спільного проєкту.
CyanogenMod пропонував багато функцій та можливостей не доступних у офіційних вбудованих програмах, які постачалися майже всіма продавцями пристроїв. Властивості підримувані системою CyanogenMod включають підтримку усталених тем, звукового кодеку FLAC, великий лист APN, захист конфіденційності (кожний дозвіл установлюється на кожний застосунок окремо), підтримує прив'язок багатьох інтерфейсів, розгін ЦП, доступ до root, м'яких клавіш та інших «таблет твіки», перемикачі у фіранці (такі як Wi-Fi, Bluetooth та GPS), та інші можливості інтерфейсу. Багато з властивостей CyanogenMod були б вбудовані в офіційну базу коду Андроїду. CyanogenMod не включав у себе spyware та bloatware, згідно з заявами розробників. CyanogenMod також повідомляв про зростання продуктивності та надійності у порівнянні з іншими офіційними вбудованими програмами.

## Розроблення
Подібний до CyanogenMod, проєкт розроблюється чисельними фахівцями та використовує Gerrit для перевірки коду. Проєкт також лишив старий формат версій (наприклад, Android 7.1 має версію LineageOS 14.1). Білди мають тижневий випуск та підписані власними ключами LineageOS.
Перед офіційним запуском операційної системи, багато розробників з XDA вже розробили власні неофіційні версії LineageOS з відкритого джерельного коду.
22 січня 2017 року, почали з'являтися перші 14.1 та 13.0 офіційні білди, про появлення яких було написано в офіційному блозі.
11 січня 2018 року, вихід 13.0 білдів було зупинено, тим часом джерельний код залишається доступним та безпекові фікси все ще доступні на Gerrit сервері проєкту. 14.1 версії Lineage OS будуть у активному розробленні без розширень можливостей.
26 лютого 2018, на обраних пристроях, почали з'являтися перші 15.1 офіційні білди, як і було попередньо заявлено в офіційному блозі.

## Історія версій
| Версія LineageOS | Версія AOSP         | Останній або значимий випуск | Дата випущення першого білду | Список змін                                                  |
| ---------------- | ------------------- | ---------------------------- | ---------------------------- | ------------------------------------------------------------ |
| 13.0             | 6.0.1 (Marshmallow) | 11 лютого 2018               | 22 січня 2017                | LineageOS 13 [Архівовано 14 липня 2019 у Wayback Machine.]   |
| 14.1             | 7.1.2 (Nougat)      | 22 січня 2017                | 22 січня 2017                | LineageOS 14.1 [Архівовано 14 липня 2019 у Wayback Machine.] |
| 15.1             | 8.1.0 (Oreo)        | 28 лютого 2020               | 26 лютого 2018               | LineageOS 15.1 [Архівовано 14 липня 2019 у Wayback Machine.] |
| 16               | 9 (Pie)             | 16 лютого 2021               | 1 березня 2019               |                                                              |
| 17.1             | 10                  | 16 лютого 2022               | 1 квітня 2020                |                                                              |
| 18.1             | 11                  | Підтримується                | 1 квітня 2021                |                                                              |
| 18.1             | 12                  | Підтримується                | 26 квітня 2022               |                                                              |
| 18.1             | 13                  | Підтримується                | 31 грудня 2022               |                                                              |

## Передвстановлені застосунки
LineageOS — це bloat-free ROM, без передвстановленого виробниками програмного забезпечення. Проте LineageOS має кілька певних «home-grown» застосунків, до яких входять:
Поточні
- Audio FX — звуковий оптимізатор з пресетами для покращення прослуховування музики.
- cLock — віджет погоди.
- FlipFlap — застосунок для розумних перекидних чохлів, доступний на деяких пристроях.
- Trebuchet — лаунчер, який підтримує захищені застосунки.
- Годинник — світовий годинник, секундомір, таймер та будильник.
- Записувач — застосунок для запису екрану або звуку.
- Музика — музичний програвач, який був відомий у минулому як Eleven.
- Переглядач — легкий переглядач, який користає System Webview для смартфонів зі слабкими параметрами. У минулому відомий як Jelly.
- Повідомлення — застосунок для обміну MMS/SMS.

Колишні
- Gello — переглядач на базі Chromium, що розроблений командою CyanogenMod. Був замінений на Jelly.

- Yahoo Weather Provider — постачальник погоди.
- WeatherUnderground Weather Provider — постачальник погоди.
- Теми — спочатку був окрмим застосунком, а тепер інтегрований в налаштування.

Але вони не включаються як усталені, користувачі можуть встановити звичайні Google застосунки, включаючи Google Play Store та Play Apps за допомогою заархівованих GApps.

## Підтримувані пристрої
Станом на 26 травня 2017 року LineageOS офіційно має підтримку 165 пристроїв, включаючи такі, які були випущені компаніями Nexus та Google. Розробники постачають офіційні складання чинної розробницької гілки, помічаючи їх як «нічні», переважно випускаючи їх раз на тиждень разом з білдами для різних пристроїв, шикуючи їх упродовж тижня, щоб полегшити навантаження на їхню автоматизовану білдову інфраструктуру. За перші два місяці проєкту вони також випустили рівнобіжні експериментальні білди, маючи намір дозволити прямий перехід від попередніх встановлених версій CyanogenMod, для полегшення переходу на LineageOS.

## Референції
1. ↑  LineageOS Downloads. LineageOS. Архів оригіналу за 26 січня 2017. Процитовано 28 січня 2017.
2. ↑  Heater, Brian (24 грудня 2016). After having its infrastructure shuttered, CyanogenMod will live on as Lineage. TechCrunch. Архів оригіналу за 28 грудня 2016. Процитовано 26 грудня 2016.
3. ↑  A fork in the road. CyanogenMod. 24 грудня 2016. Архів оригіналу за 25 грудня 2016. Процитовано 26 грудня 2016.
4. ↑  Levy, Nat (26 грудня 2016). Open-source Lineage project rises from Cyanogen’s ashes as Android maker abruptly shuts down services. GeekWire. Архів оригіналу за 3 квітня 2019. Процитовано 26 грудня 2016.
5. ↑  Burns, Chris (26 грудня 2016). Why did CyanogenMod die? What is LineageOS? All the important details. SlashGear. Архів оригіналу за 26 грудня 2016. Процитовано 26 грудня 2016.
6. ↑  LineageOS/hudson. GitHub (англ.). Архів оригіналу за 17 грудня 2019. Процитовано 26 травня 2017.
7. ↑  Архівована копія. Архів оригіналу за 12 липня 2019. Процитовано 30 червня 2017.{{cite web}}:  Обслуговування CS1: Сторінки з текстом «archived copy» як значення параметру title (посилання)
8. ↑  Soyars, Chris (21 березня 2011). CM Stats explanation. Архів оригіналу за 4 червня 2016. Процитовано 27 жовтня 2011.
9. ↑  Helft, Miguel. Meet Cyanogen, The Startup That Wants To Steal Android From Google. Forbes.com. Forbes. Архів оригіналу за 18 серпня 2015. Процитовано 16 квітня 2015.
10. ↑  CyanogenMod [@CyanogenMod] (12 січня 2012). CyanogenMod just passed 1 million active users (Твіт). Процитовано 26 грудня 2016 — через Твіттер.
11. ↑  Lineage Android Distribution. LineageOS. Архів оригіналу за 25 грудня 2016. Процитовано 25 грудня 2016.
12. ↑  Reed, Brad (18 вересня 2013). With $7 million in funding, Cyanogen aims to take on Windows Phone. Boy Genius Report. Архів оригіналу за 6 листопада 2018. Процитовано 26 грудня 2016.
13. ↑  Tal, Lior (30 листопада 2016). Update on Cyanogen. Cyanogen Inc. Архів оригіналу за 27 грудня 2016. Процитовано 24 січня 2017.
14. ↑  Ruddock, David (28 листопада 2016). Cyanogen Inc. will shutter Seattle office by end of year, more layoffs happening, Kondik could be out. Android Police. Архів оригіналу за 4 грудня 2018. Процитовано 24 січня 2017. Kondik was removed from the company's board, allegedly
15. ↑  CyanogenMod [@CyanogenMod] (25 грудня 2016). UPDATE: As of this morning we have lost DNS and Gerrit is now offline — with little doubt as a reaction to our blog post yesterday. Goodbye (Твіт). Процитовано 26 грудня 2016 — через Твіттер.
16. ↑  Themes Support. CyanogenMod. 19 лютого 2011. Архів оригіналу за 21 жовтня 2016. Процитовано 30 вересня 2013.
17. ↑  Maintenance Mode. Computer-Howto. December 2011. Архів оригіналу за 19 квітня 2016. Процитовано 27 січня 2013.
18. ↑  Video: CyanogenMod founder Steve Kondik talks Android. UnleashThePhones.com. 6 липня 2012. Архів оригіналу за 5 лютого 2013. Процитовано 27 січня 2013.
19. ↑  About. CyanogenMod.org. Архів оригіналу за 22 грудня 2016. Процитовано 27 січня 2013.
20. 1 2 3  OS, Lineage. Update & Build Prep. lineageos.org. Архів оригіналу за 24 липня 2019. Процитовано 21 січня 2017.
21. ↑  Gerrit Code Review. review.lineageos.org. Архів оригіналу за 14 липня 2019. Процитовано 13 лютого 2018.
22. ↑  LineageOS. Changelog 16 - Smart Styles, Treble is trouble and Omfg Oreo. www.lineageos.org. Архів оригіналу за 24 липня 2019. Процитовано 25 лютого 2018.
23. ↑  Devices | LineageOS Wiki. wiki.lineageos.org. 8 березня 2017. Архів оригіналу за 31 травня 2021. Процитовано 9 березня 2017.
24. ↑  LineageOS Downloads. Архів оригіналу за 26 січня 2017. Процитовано 24 січня 2017.
25. ↑  Rigg, Jamie (24 січня 2017). The first builds of CyanogenMod successor LineageOS are out. Engadget. Архів оригіналу за 3 лютого 2019. Процитовано 24 січня 2017.

## Зовнішні ланки
- Офіційний сайт
- GitHub source-code repository [Архівовано 25 грудня 2016 у Wayback Machine.]
- XDA-Developers — Index thread for unofficial LineageOS releases [Архівовано 29 січня 2017 у l2adv.ru]
- LineageOS Wiki [Архівовано 1 лютого 2021 у Wayback Machine.]